# Список населённых пунктов Коношского района
*Административные центры указаны жирным шрифтом
- Волошское сельское поселение
  - Вандыш
  - Волошка
- Вохтомское сельское поселение
  - Балуевская
  - Грехнев Пал
  - Ивакинская
  - Кузнецовская
  - Куфтыревская
  - Мелентьев Пал
  - Мелентьевский
  - Нечаевская
  - Овражное
  - Осташевская
  - Турово
  - Фоминская
  - Фоминский
  - Шестовская
- Ерцевское сельское поселение
  - Аксеново
  - Алексеевская
  - Ананьевская
  - Большой Двор
  - Боровое
  - Васильевская
  - Глотиха
  - Ерцево
  - Заречье
  - Зимний
  - Иванова Гора
  - Камешная
  - Ковжа
  - Красково
  - Круглица
  - Левино
  - Лухтонга
  - Матвеевская
  - Мостовица
  - Перхино
  - Перхино
  - Пожарище
  - Поповка
  - Раменье
  - Свидь
  - Скопинская
  - Чужга
  - Ширбово
- Климовское сельское поселение
  - Ануфриево
  - Бобровская
  - Большое Заволжье
  - Вершинино
  - Вольская
  - Гавриловская
  - Гора
  - Дубровка
  - Дуплиха
  - Жуковская
  - Заважерец
  - Заволжье
  - Занива
  - Заозерье
  - Кеменцево
  - Кивика
  - Климовская
  - Кузнечиха
  - Малое
  - Малышкино
  - Медвежье
  - Мишково
  - Мокеевская
  - Назаровская
  - Овинчатово
  - Пешково
  - Плосково
  - Площадь
  - Пожарище
  - Поздеевская
  - Поповка
  - Порядинская
  - Степачиха
  - Устиновская
  - Шеинская
  - Юшковская
- Коношское городское поселение
  - Валдеево
  - Вересово
  - Верхняя
  - Даниловская
  - Заречный
  - Зелёная
  - Избное
  - Колфонд
  - Коноша
  - Кремлево
  - Кузьминская
  - Лычное
  - Мотылево
  - Норинская
  - Пархачевская
  - Паунинская
  - Тёмная
  - Толстая
  - Тундриха
  - Харламовская
  - Чублак
  - Ширыхановский
- сельское поселение «Мирный»
  - Аладьинская
  - Борисовская
  - Головинская
  - Дальняя Зеленая
  - Дор
  - Дуроевская
  - Ершовская
  - Куракинская
  - Мирный
  - Павловская
  - Сосновка
  - Топоровская
  - Фатуново
  - Филинская
- Подюжское сельское поселение
  - Вельцы
  - Звенячий
  - Игнатовская
  - Кварзангский
  - Можуга
  - Николаевка
  - Новый
  - Норменга
  - Подюга
  - Хмелевое
  - Шенчуга
- Тавреньгское сельское поселение
  - Аниковская
  - Афанасовская
  - Большая Гора
  - Бор
  - Великое Поле
  - Гора Челпанова
  - Гринево
  - Елисеевская
  - Ермаковская
  - Заболото
  - Заручевская
  - Зеленая
  - Зубатинская
  - Коняшевская
  - Кощеевская
  - Красивое
  - Кузнецово
  - Лычное
  - Максимовская
  - Осташевская
  - Папинская
  - Першинская
  - Плесовская
  - Погаринская
  - Пономаревская
  - Попчеевская
  - Прилук
  - Прилук
  - Пуминовская
  - Семёновская
  - Синцовская
  - Слободчиково
  - Спасская
  - Тончиковская
  - Федуловская
  - Фофановская
  - Фофановский
  - Харитоновская
  - Хмельники
  - Шихановская
  - Якушевская